# David Faustino
David Anthony Faustino (ur. 3 marca 1974 w Los Angeles) – amerykański aktor, scenarzysta, producent filmowy i piosenkarz. Odtwórca roli Buda Bundy’ego w sitcomie sieci Fox Świat według Bundych (1987–1997).
Napisał scenariusz do jednego z odcinków Świata według Bundych – pt. „T*R*A*S*H”, zrealizowanym 27 stycznia 1997. Był też autorem scenariusza do seriali komediowych – Rules of the Game (2008) z udziałem Dave’a Navarro i internetowym Star-ving (2009), gdzie wcielił się w walczącego aktora. 

## Życiorys

### Wczesne lata
Przyszedł na świat w Los Angeles, w stanie Kalifornia jako drugie z trojga dzieci Kay (z domu Freeman) i hollywoodzkiego projektanta kostiumów Rogera Faustino. Jego ojciec był pochodzenia włoskiego, a matka miała korzenie angielskie, niemieckie, holenderskie, kornwalijskie, szkockie i irlandzkie. Dorastał ze starszą siostrą Nichole (ur. 1969) i młodszym bratem Michaelem Jamesem (ur. 1979). Miał zaledwie trzy miesiące, gdy pojawił się u boku Lily Tomlin w jej programie komediowym. W wieku pięciu lat występował w reklamach telewizyjnych. Mając sześć lat zadebiutował na małym ekranie w dramacie telewizyjnym Dzieło miłości (Act of Love, 1980) z Mickeyem Rourke i Ronem Howardem oraz seryjnym westernie familijnym NBC Domek na prerii (Little House on the Prairie, 1980) u boku Michaela Landona i Melissy Gilbert.

### Kariera
Na kinowym ekranie zagrał po raz pierwszy niewielką rolę w adaptacji sztuki Neila Simona Chcę być gwiazdą filmową (I Ought to Be in Pictures, 1982) z Walterem Matthau, Ann-Margret, Michaelem Dudikoffem i Lewisem Smith. Rok później wystąpił w roli syna sprawiedliwego i prawego sędziego najwyższego (Michael Douglas) w dramacie sensacyjnym Trybunał (The Star Chamber, 1983). Był także ekranowym synem prywatnego detektywa (w tej roli Victor Garber) w serialu CBS Miałam trzy żony (I Had Three Wives, 1985).
Od 5 kwietnia 1987 do 9 czerwca 1997 grał rolę Budricka „Buda” Franklina Bundy’ego, najmłodszego i najinteligentniejszego w rodzinie absolwenta szkoły średniej i studenta, który nie ma powodzenia u dziewczyn w sitcomie Świat według Bundych (Married...With Children), za którą był sześciokrotnie nominowany w Los Angeles do nagrody dla młodego artysty. W 1992 pod pseudonimem D Lil zrealizował hip-hopowo-funkowy album Balistyx prezentowany w nocnych klubach.

## Życie prywatne
21 stycznia 2004 poślubił Andreę Elmer; od 2006 byli w separacji, 6 lutego 2007 wniósł sprawę o rozwód. 28 grudnia 2007 doszło do rozwodu.

12 maja 2007 roku był aresztowany podczas ulicznej kłótni z byłą żoną. Podczas przeszukania okazało się, że ma przy sobie marihuanę. Zwolniony tego samego dnia (według niektórych źródeł następnego).
Ze związku z Lindsay Bronson ma córkę Avę Marie (ur. 14 listopada 2015).

## Filmografia

### Filmy fabularne
- 1982: Chcę być gwiazdą filmową (I Ought to Be in Pictures) jako Martin
- 1983: Trybunał (The Star Chamber) jako Tony Hardin
- 1998: Kochankowie i kłamcy (Lovers and Liars) jako Darrel
- 1999: Skok (The Heist) jako Chuck
- 2000: Get Your Stuff jako Ron
- 2001: Jak wyrwać laskę (Killer Bud) jako Buzz Frawley
- 2006: W krzywym zwierciadle: Kłopoty z Frankiem (Pre Approved) jako Carl
- 2006: Życie na całego (Puff, Puff, Pass) jako Steve
- 2012: Klub Winx – tajemnica zaginionego królestwa (Winx Club: The Secret of the Lost Kingdom) jako Helia (głos)

### Filmy TV
- 1980: Akt miłości (Act of Love) jako Joey
- 1981: Ciężka próba Billa Carneya (The Ordeal of Bill Carney) jako Eddie Carney
- 1996: Przeklęta wyspa (Dead Man’s Island) jako Haskell Prescott
- 1996: Przybysze: Millennium (Alien Nation: Millennium) jako Felix

### Seriale TV
- 1980: Domek na prerii (Little House on the Prairie) jako Josh
- 1981: Trapper John, M.D. jako mały chłopak
- 1983: Fantastyczna wyspa (Fantasy Island) jako Michael Ashley
- 1983: Więzi rodzinne (Family Ties) jako Keith Bailey
- 1984: Statek miłości (The Love Boat) jako aktor
- 1984: St. Elsewhere jako chłopiec
- 1984: E/R jako Randy Beal
- 1985: Autostrada do nieba (Highway to Heaven) jako Robbie Down
- 1985: Strach na wróble i Pani King (Scarecrow and Mrs. King) jako aktor
- 1986: Disneyland – Pan Boogedy (Mr. Boogedy) jako Corwin Davis
- 1986: Strefa mroku (The Twilight Zone) jako Micah Frost
- 1987: Gumisie (Disney’s Adventures of the Gummi Bears) jako Cavin (głos)
- 1987–1997: Świat według Bundych (Married... with Children) jako Bud Bundy
- 1990: Parker Lewis nigdy nie przegrywa (Parker Lewis Can't Lose) jako Bud Bundy
- 1994: Robin's Hoods jako aktor
- 1994: Prawo Burke’a (Burke’s Law) jako Carl Loomis
- 1997: MADtv jako gospodarz
- 1999: Jej cały świat (Jesse) jako Dwayne
- 1999: Nowe przygody rodziny Addamsów (The New Addams Family) jako Greg
- 2000: Batman przyszłości (Batman Beyond) jako Sean Wallace (głos)
- 2000: Tajne przez poufne (Cover Me: Based on the True Life of an FBI Family) jako starszy Chance
- 2000: Nash Bridges jako Simon/Denny
- 2001: Tajne przez poufne (Cover Me: Based on the True Life of an FBI Family) jako starszy Chance
- 2002: Z Archiwum X (The X Files) jako Michael Daley
- 2004: Do usług (The Help) jako Adam Ridgeway
- 2004: Ekipa (Entourage) w roli samego siebie
- 2005: Co nowego u Scooby’ego? (What’s New Scooby Doo?) jako Curt Crunch (głos)
- 2006: Amerykański tata (American Dad) w roli samego siebie
- 2006: Loonatics Unleashed jako Artur, Time Skip
- 2008: Batman (The Batman) jako Fox/David
- 2009: Robot Chicken jako dr Rudy Wells, ojciec chrzestny
- 2009: Ekipa (Entourage) w roli samego siebie
- 2001: Going to California jako Kurt Beamis
- 2011–2014: Klub Winx (Winx Club) jako Helia (głos)
- 2012–2014: Legenda Korry (The Legend of Korra) jako Mako (głos)
- 2013: Jeźdźcy smoków (Dragons: Riders of Berk) jako Dagur Deranged (głos)
- 2014: Współczesna rodzina (Modern Family) jako Tater